# Mitrella macandrewi
Mitrella macandrewi is een slakkensoort uit de familie van de Columbellidae. De wetenschappelijke naam van de soort is voor het eerst geldig gepubliceerd in 1905 door G.B. Sowerby III.